# 저먼 윙스
저먼 윙스(영어: German Wings)은 독일의 전세 항공사로 1983년부터 1990년까지 존재했던 항공사로 이 항공사는 더 적은 비행기 좌석과 보드 서비스에 최상을 제공했으나 새로운 항공사가 수익성 운영하는 공항에서 충분한 슬롯을 부여로 인해 경영난으로 이어지게 되었고 1990년에 파산했다.

## 보유 기종
- 맥도넬더글러스 MD-83